# Calostreptus chelys
Calostreptus chelys är en mångfotingart som beskrevs av Cook 1896. Calostreptus chelys ingår i släktet Calostreptus och familjen Spirostreptidae. Inga underarter finns listade i Catalogue of Life.